# 肥後別当定慶
肥後別当定慶（ひごべっとうじょうけい、元暦元年（1184年）? - 没年不詳（建長8年（1256年）以後））は、鎌倉時代の仏師。慶派、康慶の弟子といわれるが、運慶の次男康運が改名したという見方が有力である（後述）。

## 概要
鎌倉時代には、「定慶」という仏師が複数存在した。本項で取り上げる定慶は、奈良・興福寺東金堂の維摩居士像（国宝）を造ったことで知られる「定慶」とは別人であり、区別するために「肥後別当定慶」、「肥後定慶」などと呼ばれている。
定慶の代表作として知られるものに、鞍馬寺（京都）の聖観音像と、大報恩寺（京都）の六観音像6躯があり、鎌倉時代に流行した「宋風」の仏像の代表例として知られる。これらの像は、生身の女性を思わせる現実的な面相表現、細身の体型、複雑な髪型、煩雑で装飾的な衣文などに特色があり、日本の仏像彫刻史上、まれに見る個性の強い作風を示している。
石龕寺（兵庫）の金剛力士像の銘記に、仁治3年（1242年）、59歳であったことが記されており、生年は逆算して元暦元年（1184年）ということになる。石龕寺金剛力士像の銘に「大仏師南方派肥後法橋」とあることから、奈良（南方）の仏師であることがわかり、横蔵寺（岐阜）金剛力士像の銘に「坪坂住大仏師法眼大和尚位」とあることから、晩年は壺阪（奈良県高市郡高取町）に住み、法眼の僧位を持っていたことが知られる。

## 作品
- 鞍馬寺 聖観音立像（重要文化財） - 嘉禄2年（1226年）
- 大報恩寺 六観音像（6躯）（重要文化財） - 貞応3年（1224年）。もと北野天満宮経王堂に所在。6躯のうちの准胝観音像の胎内に銘がある。
- 東京芸術大学 毘沙門天立像 - 貞応3年（1224年）
- 石龕寺（兵庫） 金剛力士（仁王）立像（重要文化財） - 仁治3年（1242年）
- 横蔵寺（岐阜） 金剛力士立像（重要文化財） - 建長8年（1256年）

## その他
『高山寺縁起』に、地蔵十輪院四天王像のうち広目天担当仏師を「康運改名定慶」と記してあることから、運慶の次男、康運を肥後別当定慶とする説がある。近年、鎌倉明王院本堂の五大明王中孫賁不動明王像が、嘉禎4年（1235年）4代将軍藤原頼経の発願になることが明らかとなり、同年に供養された北条泰時発願の頼経の室竹御所一周忌追善のための造仏を行った肥後定慶の作として加わった。吾妻鏡に、同じ年将軍頼経の病気平癒を祈願する造仏を行った康定は「康運弟子」とあり、従来「康運改名定慶」を「肥後定慶」とするには年が若すぎるという見方があったが、この発見により、同一人物の可能性が強まった。